# サンダーボルト・パターソン
クロード "サンダーボルト" パターソン（Claude "Thunderbolt" Patterson、1940年7月8日 - ）は、アメリカ合衆国の元プロレスラー。アイオワ州ウォータールー出身のアフリカ系アメリカ人。
南部を中心とした各テリトリーにおいて、主にベビーフェイスのポジションで活動した。クラッシャー・ブル・ベドウやイワン・プトスキーらと同様に、来日が待たれたものの日本マット参戦が実現しなかった「幻の強豪」の一人である。

## 来歴
1964年、故郷のアイオワをサーキット・エリアとするNWAセントラル・ステーツ地区にてデビュー。1966年2月9日にはロサンゼルスのWWAにてエンリケ・トーレスと組み、ゴリラ・モンスーン&エル・モンゴルからWWA世界タッグ王座を奪取、デビュー2年目にしてビッグタイトルへの戴冠を果たした。
1960年代後半はドリー・ファンク・シニアの牛耳るテキサス西部（アマリロのNWAウエスタン・ステーツ・スポーツ）で活動、ラフファイトの強さを発揮してブラスナックル王座を再三獲得している。1969年上期にはヒールのポジションでWWWFのワシントンD.C.での興行に出場、アーノルド・スコーラン、ロッキー・ジョンソン、カルロス・コロンらと対戦した。
1969年下期からはテキサス東部（ダラスのNWAビッグタイム・レスリング）にも参戦し、ワフー・マクダニエルとのタッグで活躍、同年8月にはダスティ・ローデス&バロン・フォン・ラシクからNWAアメリカン・タッグ王座を奪取している。アマリロでは1970年にテリー・ファンクと組んで坂口征二&朴松男の大型東洋人コンビとも対戦、同年11月12日にはドリー・ファンク・ジュニアのNWA世界ヘビー級王座に挑戦した。
1970年代はフロリダやジョージアを経て、1975年にはNWFの残党が参画していた新団体IWAに登場。アーニー・ラッドを相棒にソウル・パトロール（The Soul Patrol）なる黒人タッグチームを結成し、ジート&ボロのザ・モンゴルズやイワン・コロフ&ブルドッグ・ブラワーと抗争した。
IWA崩壊後は再び南部のNWA圏を主戦場に活動し、1976年2月4日にはフロリダでフランク・グーディッシュからフロリダ・ヘビー級王座を奪取。1977年からはジム・バーネットのジョージア・チャンピオンシップ・レスリングにて、ジン・アンダーソン、ラーズ・アンダーソン、オレイ・アンダーソンのミネソタ・レッキング・クルーとの抗争を開始。ミスター・レスリングやトミー・リッチをパートナーにジョージア・タッグ王座を争った。1978年はオクラホマのトライステート地区にも参戦し、4月1日にスタン・ハンセンを破りブラスナックル王座を獲得している。
1980年代初頭は、ランディ・サベージの父親アンジェロ・ポッフォが運営していたケンタッキーの独立団体ICWに出場、1982年にザ・シークからUSヘビー級王座を奪取した。パターソンとシークは1976年の末にもカナダのトロントにてNWA認定のUSヘビー級王座を争っており、当時の抗争が再現された。
その後はジョージアに戻り、1985年1月11日に旧敵オレイ・アンダーソンと組んでロング・ライダーズ（スコット・アーウィン&ビル・アーウィン）からNWAナショナル・タッグ王座を奪取したが、オレイはパターソンを裏切り、アーン・アンダーソンとミネソタ・レッキング・クルーを再編。以降はマニー・フェルナンデスを新パートナーに、ジョージアを買収したジム・クロケット・ジュニアのミッドアトランティック・チャンピオンシップ・レスリングにてオレイ&アーン・アンダーソンと抗争を展開した。
1987年の引退後は、1993年5月23日に居住地のアトランタで開催されたWCWのPPV "Slamboree 1993" に出場、ブラッド・アームストロングを従えてイワン・コロフ&バロン・フォン・ラシクとレジェンド対決を行った。後年はアトランタにて少年犯罪者の更生活動にも取り組んだ。
公民権運動にも参加し、ダスティ・ローデスに "Jive Talk" と呼ばれる黒人アクセントを教えた人物でもある。
2024年、WWE殿堂に迎えられた。4月5日にペンシルベニア州フィラデルフィアのウェルズ・ファーゴ・センターで行われた式典では、ニュー・デイがインダクターを務めた。

## 得意技
- ヘッドバット
- アトミック・ドロップ

## 獲得タイトル
ワールドワイド・レスリング・アソシエーツ
- WWA世界タッグ王座：1回（w / エンリケ・トーレス）[5]

NWAウエスタン・ステーツ・スポーツ
- NWAブラスナックル王座（アマリロ版）：4回[6]

NWAビッグタイム・レスリング
- NWAアメリカン・タッグ王座：4回（w / ワフー・マクダニエル×2、トール・タナカ、ジョニー・バレンタイン）[9]

; NWAトライステート
- NWAブラスナックル王座（トライステート版）：1回[16]

チャンピオンシップ・レスリング・フロム・フロリダ
- NWAブラスナックル王座（フロリダ版）：1回
- NWAフロリダ・ヘビー級王座：1回[14]

ミッドアトランティック・チャンピオンシップ・レスリング
- NWAアトランティック・コースト・タッグ王座：1回（w / ジェリー・ブリスコ）

ジョージア・チャンピオンシップ・レスリング
- NWAジョージアTV王座：3回[25]
- NWAジョージア・タッグ王座：3回（w / ミスター・レスリング、トミー・リッチ、トニー・アトラス）[15]

チャンピオンシップ・レスリング・フロム・ジョージア
- NWAナショナル・タッグ王座：1回（w / オレイ・アンダーソン）[19]

メープル・リーフ・レスリング
- NWA USヘビー級王座（トロント版）：1回[18]

コンチネンタル・レスリング・アソシエーション
- CWA世界ヘビー級王座：1回[26]

インターナショナル・チャンピオンシップ・レスリング
- ICW USヘビー級王座：1回[17]

ワールド・レスリング・エンターテインメント
- WWE殿堂 : 2024年度[23]